# Palazzo Guarna

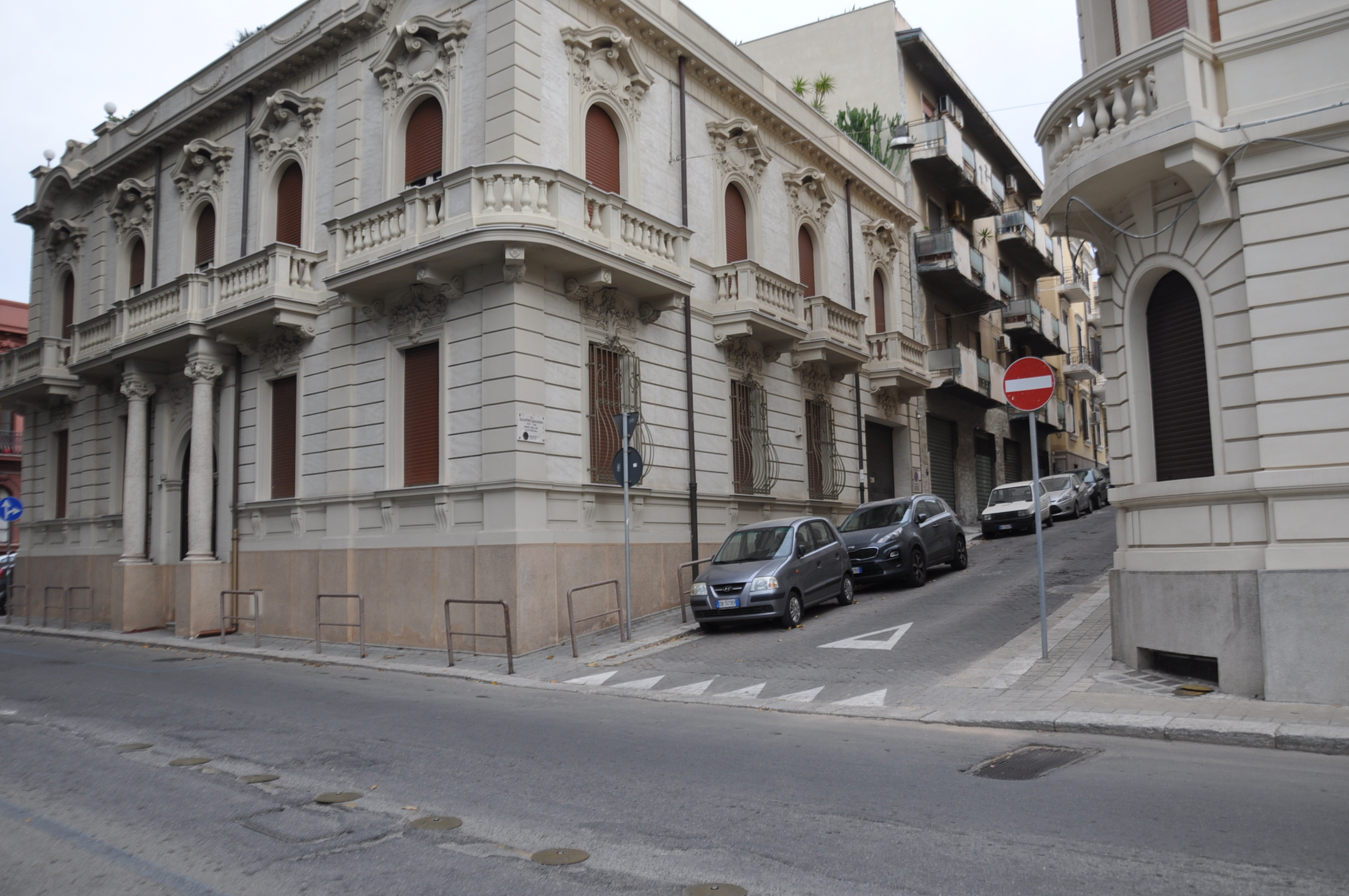
Reggio Calabria, Palazzo Guarna

Der Palazzo Guarna ist ein Palast mit neoklassizistischen und Jugendstilelementen aus den 1920er-Jahren im historischen Zentrum von Reggio Calabria in der italienischen Region Kalabrien. Er bedeckt einen Teil des Blocks zwischen dem Corso Vittorio Emanuele III, der Via Osanna und der Via Fata Morgana. Während der Bauarbeiten wurde ein altrömisches Mosaik aus der Kaiserzeit entdeckt, auf dem Szenen aus einer Turnhalle abgebildet sind.

## Beschreibung
Der Palast erinnert an klassizistische Formen unter dem Einfluss der Jugendstilarchitektur im Bereich der reichen Verzierungen mit floralen Motiven an den Rahmen der Tür- und Fensteröffnungen und der Balustrade der Terrasse. Die Hauptfassade besteht aus einem Tiefparterre, einem Hochparterre mit gering ausgeprägtem Bossenwerk und einem Obergeschoss mit Glattputz, das nur an den Gebäudeecken und in der Mitte mit Bossenwerk versehen ist.
In den Palast gelangt man durch ein großes Rundbogenportal, das von zwei großen Säulen mit klassischen Kapitellen flankiert wird, die den Balkon mit Balustrade im Obergeschoss stützen. An allen Fassaden des Erdgeschosses gibt es Reihen von Fenstern mit Architraven und in den oberen Teilen leicht vorspringenden Rahmen; sie sind mit reichen, floralen Dekorationen versehen. Im Obergeschoss gibt es beiderseits des Mittelbalkons über alle Fassaden zwei Reihen von Balkonen, die mit Balustraden versehen sind und von großen Konsolen gestützt werden. Deren Bogenöffnungen sind oben mit gerundeten, vorspringenden Kymatien mit Zeichnungen versehen, die die Zierlinien der Fenster im Erdgeschoss wieder aufnehmen, sowie mit ebenen Lisenen mit ionischen Kapitellen an den Seiten. Die Fassaden werden durch reiche Traufgesimse nach oben abgeschlossen, die sich zu Bögen über den Fenstertüren der Eckbalkone erheben, und eine Balustrade im Wechsel mit kleinen Pfeilern, die die Terrasse schützen.

## Mosaik aus der Kaiserzeit
1922 wurde auf dem Gelände, auf dem sich der Palazzo Guarna in Bau befand, an der Südecke ein Mosaikboden mit der Abbildung von Turnhallenszenen entdeckt. Diese Abbildung aus weißen und schwarzen Fliesen zeigt zwei Gruppen: Auf der linken Seite sind zwei nackte Athleten abgebildet, die sich in einem Pankration gegenüberstehen, neben denen ein verhüllter Mann steht, der Schiedsrichter, der in der Hand einen Palmzweig hält. Auf der rechten Seite sieht man zwei Athleten in einem Aufeinandertreffen, vielleicht einem Boxkampf, und ihr Trainer oder Wettkampfrichter. Oben, am Rand, sind in Griechisch mit schwarzen Fliesen die Namen der Kämpfer geschrieben. Einer, Primoros, trägt einen ägyptischen Namen, der andere, Damas ist ein bekannter Kämpfer und Sohn eines gleichnamigen Kampfchampions, Marc Anton Damas: Beide Kampfprofis nahmen an Kämpfen im gesamten römischen Reich teil.
Das Mosaik misst 3,55 Meter × 5,50 Meter, die Anzahl der Fliesen variiert zwischen 40 und 55 Stück pro Quadratdezimeter. Es wird auf die Zeit der Severer (200–225 n. Chr.) datiert und aufgrund des Themas der Szenen nimmt man an, dass es sich um den Boden einer Turnhalle eines Thermalbades handelt.